# Кушаєва Рабига Янгулівна
Рабига Янгулівна Кушаєва (башк. Рабиға Йәнғол ҡыҙы Ҡушаева; 1901—1937) — діячка жіночого руху.

## Біографія
Кушаєва Рабига Янгулівна народилася в 1901 році в селі Хасаново Самарської губернії, нині Большечерніговського району Самарської області.
З 1916 року Рабига Кушаєва працює вчителем в селі Бурзян Самарської губернії.
В 1917 році брала участь у роботі I Всебашкирского курултаю (з'їзду) в Оренбурзі як делегат від башкирів Пугачовського повіту Самарської губернії. На з'їзді активно виступала за рівноправність башкирських жінок і висунула вимогу надати башкирським жінкам повні громадянські і політичні права нарівні з чоловіками, запропонувала конкретні заходи щодо їх реалізації, що складаються з десяти пунктів.. Відповідно до її доповіді, в резолюції курултаїв внесено пункти про статеве рівноправ'я.
З 1919 року працювала на посаді начальника відділу у справах жінок при Башкирському обласному комітеті РКП (б).
Стала одним з організаторів I Всебашкирської конференції робітничо-селянських жінок, яка відбулася у вересні 1920 року в місті Стерлітамаку. У листопаді 1921 року в Москві брала участь у IX з'їзді Всеросійського з'їзду Рад. Брала участь в організації та підготовці I Всебашкирського з'їзду робітничо-селянських жінок, що відбувся в листопаді 1924 року, а також — Всебашкирського з'їзду жінок — з'їзду членів Ради, проведеного в жовтні 1927 року.
З 1927 року працювала директором Уфимського дитячого будинку імені Ш. Худайбердіна.
З 1929 року проживала в Москві. Працювала інспектором відділу по дитячих будинках при народному комісаріаті освіти РРФСР.
Вбита влітку 1937 року по дорозі додому з електрички з платформи Лось Ярославської залізниці.

## Родина
- Брат — Юмагулов Харіс Юмагулович (1888—1937) — державний і громадський діяч, один з лідерів Башкирського національного руху, голова Башревкому (1919—1920).
- Чоловік — Кушаєв Хафіз Кушаєвич (1888—1937) — державний і громадський діяч, голова БашЦВК (1922—1929). У шлюбі з 1922 року[3].

Діти:
Мінсилу, померла від дифтерії в 1923 році.
Тансилу (Діна), стала солісткою Пермського оперного театру; Заслужена артистка РРФСР.
Ірек, після смерті батьків у віці 5 років відданий в дитячий будинок. Подальша його доля невідома.